# Aufbau und Erhaltung der Nationalen Mahn- und Gedenkstätten

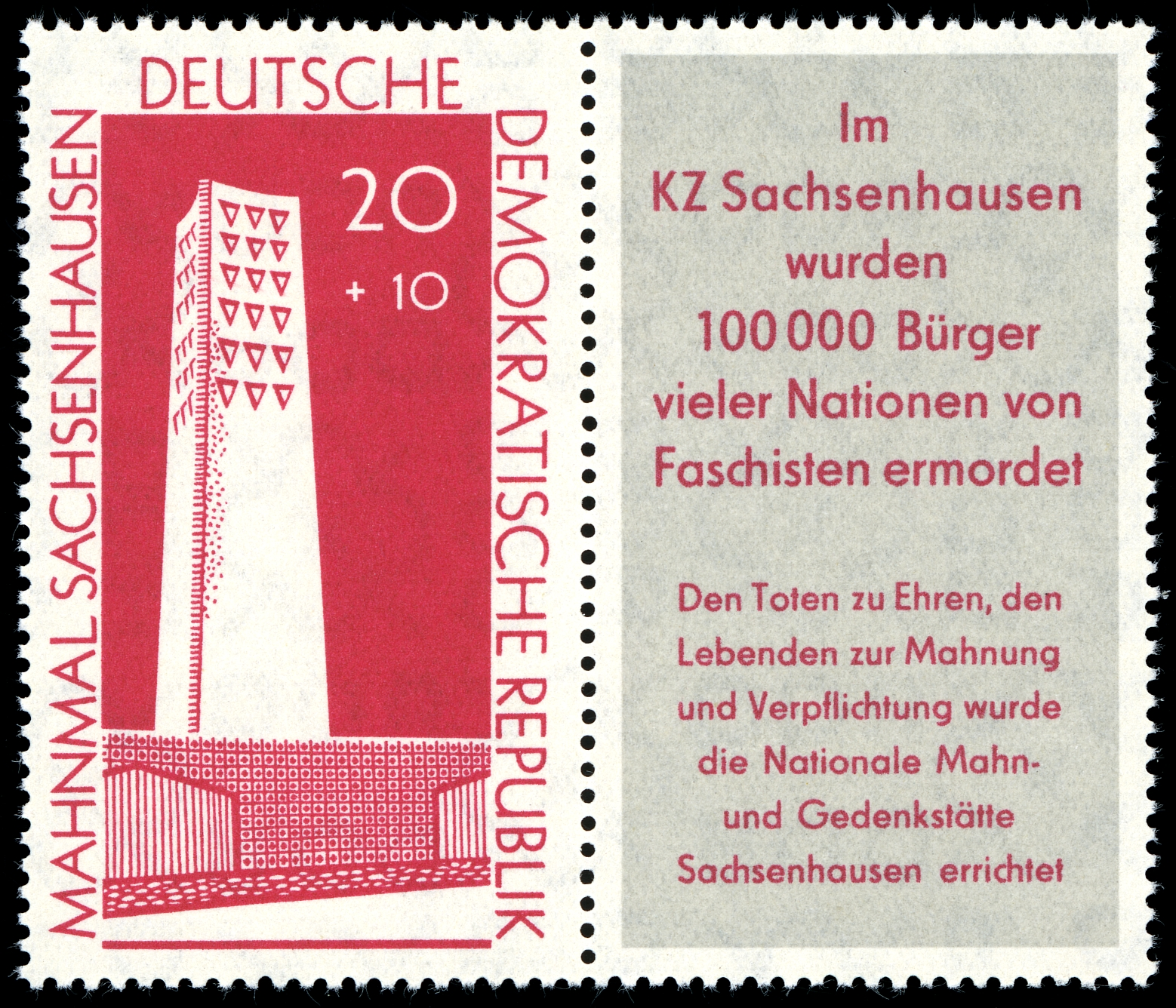
Sondermarke zur Einweihung der Nationalen Gedenkstätte Sachsenhausen

Die Deutsche Post der DDR unterstützte den Aufbau und die Erhaltung der Nationalen Mahn- und Gedenkstätten der Deutschen Demokratischen Republik durch die Ausgabe von Briefmarken mit einem zweckgebundenen Zuschlag. Die Motive der Briefmarken waren meist einfach gehalten. Es dominieren Schwarz-weiß-Porträts mit einem einfarbigen Hintergrund im einfachen Offsetdruck-Verfahren. Zwanzig Ausgaben wurden im wesentlich aufwendigeren Stichtiefdruck hergestellt. Die letzte Ausgabe dieser Reihe erschien am 24. März 1964, es wurden Mildred und Arvid Harnack gewürdigt. Danach gab es jeweils eine Sondermarke aus der Reihe „Internationale Mahn- und Gedenkstätten“ zum Jahrestag der jeweiligen Einweihung.
Die ersten beiden geschnittenen Gedenkblocks aus den Jahren 1955 und 1956 würdigten als Einzelmarken ein anderes Ereignis, die Blockausgaben jedoch hatten einen Zuschlag und den Hinweis

Zuschlagmarken waren in der DDR im Vergleich mit bundesdeutschen Ausgaben (285 Zuschlagmarken von insgesamt 879 Postwertzeichen in Berlin) relativ selten. Von insgesamt 3123 Ausgaben gab es nur 222 Motive mit einem Zuschlag. Davon entfielen allein auf diese Reihe 70 Briefmarken.

## Einweihung der Mahn- und Gedenkstätten
- Buchenwald: 14. September 1958 (Die entsprechende Briefmarke wurde als Michel-Nummer 538 schon 1956 ausgegeben und mit einem zusätzlichen Aufdruck versehen)
- Ravensbrück: 12. September 1959 (Auch hier gab es einen Vorgänger ohne Aufdruck: Im Jahr 1957 erschien die Michel-Nummer 567)
- Sachsenhausen: 22. April 1961 (Die Originalmarke mit der Michel-Nummer 783 A aus dem Jahre 1960 wurde durch ein rechts anliegendes Zierfeld ergänzt)

## Liste der Ausgaben und Motive
Legende
- Bild: Eine bearbeitete Abbildung der genannten Marke. Das Verhältnis der Größe der Briefmarken zueinander ist in diesem Artikel annähernd maßstabsgerecht dargestellt. Sollten keine Marken abgebildet sein, liegt es daran, dass das Urheberrecht des Künstlers noch nicht erloschen ist.
- Beschreibung: Eine Kurzbeschreibung des Motivs und/oder des Ausgabegrundes. Bei ausgegebenen Serien oder Blocks werden die zusammengehörigen Beschreibungen mit einer Markierung versehen eingerückt.
- Wert: Der Frankaturwert der einzelnen Marke in Pfennig. Ein „+“ bedeutet, dass es sich um eine Zuschlagsmarke handelt (= Frankaturwert + Spende).
- Ausgabedatum: Das Datum des erstmaligen Verkaufs dieser Briefmarke.
- Auflage: Soweit bekannt, wird hier die zum Verkauf angebotene Anzahl dieser Ausgabe angegeben.
- Entwurf: Soweit bekannt, wird hier angegeben, von wem der Entwurf dieser Marke stammt.
- Mi.-Nr.: Diese Briefmarke wird im Michel-Katalog unter der entsprechenden Nummer gelistet.

| Zuschlagmarken                                                         | |       |                    |                   |           |                                  |         |
| Bild                                                                   | Beschreibung | Wert  | Ausgabe- datum     | Gültig bis        | Auflage   | Entwurf                          | Mi.-Nr. |
| Verkaufspreis 0,50 DM                                                  | Internationaler Tag der Befreiung vom Faschismus - Ehrenmal auf dem Friedhof Brandenburg (Havel) | 10    | 9. April 1955      | 31. Dezember 1956 | 750.000   | Kurt Eigler                      | 459 B   |
| Verkaufspreis 0,50 DM                                                  | - Ehrenmal auf dem Friedhof Brandenburg (Havel) | 20    | 9. April 1955      | 31. Dezember 1956 | 750.000   | Kurt Eigler                      | 460 B   |
| Verkaufspreis 0,40 DM                                                  | 70. Geburtstag von Ernst Thälmann Ernst Thälmann, Politiker, Rote Fahne | 20    | 25. Mai 1956       | 31. März 1958     | 750.000   | Kurt Eigler                      | 520 B   |
|                                                                        | Aufbau Nationaler Gedenkstätten - Glockenturm der KZ-Gedenkstätte Buchenwald | 20+80 | 8. September 1956  | 31. März 1959     | 1.200.000 | Peterpaul Weiß                   | 538     |
|                                                                        | Aufbau Nationaler Gedenkstätten - Skulptur Tragende von Will Lammert in der Mahn- und Gedenkstätte Ravensbrück | 5+5   | 25. April 1957     | 31. März 1959     | 1.500.000 | Rudolf Skribelka                 | 566     |
|                                                                        | - Ansicht des Mahnmals der Mahn- und Gedenkstätte Ravensbrück aus der Luft mit Blick zum Schwedtsee | 20+10 | 25. April 1957     | 31. März 1959     | 1.500.000 | Rudolf Skribelka                 | 567     |
|                                                                        | Aufbau Nationaler Gedenkstätten - Ernst Thälmann (1886–1944) | 20+10 | 3. Dezember 1957   | 31. März 1959     | 2.000.000 | Axel Bengs, Rudolf Skribelka     | 606 A   |
|                                                                        | - Rudolf Breitscheid (1874–1944) | 25+15 | 3. Dezember 1957   | 31. März 1959     | 2.000.000 | Axel Bengs, Rudolf Skribelka     | 607 A   |
|                                                                        | - Paul Schneider (1897–1939) | 40+20 | 3. Dezember 1957   | 3 1. März 1959    | 2.000.000 | Axel Bengs, Rudolf Skribelka     | 608 A   |
|                                                                        | Aufbau Nationaler Gedenkstätten - Albert Kuntz (1896–1945) | 5+5   | 11. Juli 1958      | 31. März 1960     | 1.100.000 | Rudolf Skribelka, Axel Bengs     | 635     |
|                                                                        | - Rudi Arndt (1909–1940) | 10+5  | 11. Juli 1958      | 31. März 1960     | 1.100.000 | Axel Bengs, Rudolf Skribelka     | 636     |
|                                                                        | - Kurt Adams (1889–1944) | 15+5  | 11. Juli 1958      | 31. März 1960     | 1.100.000 | Axel Bengs, Rudolf Skribelka     | 637     |
|                                                                        | - Rudolf Renner (1894–1940) | 20+10 | 11. Juli 1958      | 31. März 1960     | 1.100.000 | Axel Bengs, Rudolf Skribelka     | 638     |
|                                                                        | - Walter Stoecker (1891–1939) | 25+15 | 11. Juli 1958      | 31. März 1960     | 1.100.000 | Axel Bengs, Rudolf Skribelka     | 639     |
|                                                                        | Einweihung der Nationalen Gedenkstätte Buchenwald - Glockenturm der KZ-Gedenkstätte Buchenwald, Mi.-Nr. 538 mit Aufdruck | 20+20 | 15. September 1958 | 31. März 1961     | 2.000.000 | Peterpaul Weiß                   | 651     |
| Verkaufspreis 1,50 DM                                                  | - Ernst Thälmann (1886–1944) | 20+10 | 15. September 1958 | 31. März 1961     | 440.000   | Axel Bengs, Rudolf Skribelka     | 606 B   |
| Verkaufspreis 1,50 DM                                                  | - Rudolf Breitscheid (1874–1944) | 25+15 | 15. September 1958 | 31. März 1961     | 440.000   | Axel Bengs, Rudolf Skribelka     | 606 B   |
| Verkaufspreis 1,50 DM                                                  | - Paul Schneider (1897–1939) | 40+20 | 15. September 1958 | 31. März 1961     | 440.000   | Axel Bengs, Rudolf Skribelka     | 606 B   |
|                                                                        | Aufbau der Nationalen Gedenkstätte Ravensbrück: KZ-Opfer der SPD und KPD - Tilde Klose (1892–1945) | 5+5   | 3. September 1959  | 31. März 1961     | 2.500.000 | Rudolf Skribelka                 | 715     |
|                                                                        | - Käthe Niederkirchner (1909–1944) | 10+5  | 3. September 1959  | 31. März 1961     | 3.000.000 | Rudolf Skribelka                 | 716     |
|                                                                        | - Charlotte Eisenblätter (1903–1944) | 15+5  | 3. September 1959  | 31. März 1961     | 2.500.000 | Rudolf Skribelka                 | 717     |
|                                                                        | - Olga Benario-Prestes (1908–1942) | 20+10 | 3. September 1959  | 31. März 1961     | 3.000.000 | Rudolf Skribelka                 | 718     |
|                                                                        | - Maria Grollmuß (1896–1944) | 25+15 | 3. September 1959  | 31. März 1961     | 1.100.000 | Rudolf Skribelka                 | 719     |
|                                                                        | Einweihung der Nationalen Mahn- und Gedenkstätte Ravensbrück - Mahnmal der KZ-Gedenkstätte Ravensbrück, Mi.-Nr. 567 mit Aufdruck | 20+10 | 11. September 1959 | 31. März 1961     | 3.000.000 | Rudolf Skribelka                 | 720     |
|                                                                        | Aufbau der Nationalen Gedenkstätte Sachsenhausen: KZ-Opfer - Lothar Erdmann (1888–1939) | 5+5   | 25. Februar 1960   | 31. März 1962     | 2.500.000 | Rudolf Skribelka                 | 752     |
|                                                                        | - Ernst Schneller (1890–1944) | 10+5  | 25. Februar 1960   | 31. März 1962     | 3.000.000 | Rudolf Skribelka                 | 753     |
|                                                                        | - Lambert Horn (1899–1939) | 20+10 | 25. Februar 1960   | 31. März 1962     | 3.000.000 | Rudolf Skribelka                 | 754     |
|                                                                        | - Gustav Sandtner (1893–1944) | 25+10 | 5. Mai 1960        | 31. März 1962     | 3.000.000 | Rudolf Skribelka                 | 755     |
|                                                                        | - Hans Rothbarth (1904–1944) | 40+20 | 5. Mai 1960        | 31. März 1962     | 1.100.000 | Rudolf Skribelka                 | 756     |
|                                                                        | Aufbau der Nationalen Gedenkstätte Sachsenhausen: KZ-Opfer - Max Lademann (1896–1941) | 10+5  | 8. Juni 1960       | 31. März 1962     | 4.000.000 | Rudolf Skribelka                 | 765     |
|                                                                        | - Lorenz Breunig (1882–1945) | 15+5  | 8. Juni 1960       | 31. März 1962     | 4.000.000 | Rudolf Skribelka                 | 766     |
|                                                                        | - Mathias Thesen (1891–1944) | 20+10 | 8. Juni 1960       | 31. März 1962     | 1.100.000 | Rudolf Skribelka                 | 767     |
|                                                                        | Aufbau der Nationalen Gedenkstätte Sachsenhausen: Mahnmal - Mahnmal der Nationalen Gedenkstätte Sachsenhausen: | 20+10 | 8. September 1960  | 31. März 1963     | 3.000.000 | Rudolf Skribelka                 | 783 A   |
|                                                                        | Aufbau und Erhaltung der Nationalen Gedenkstätten Buchenwald, Ravensbrück und Sachsenhausen: KZ-Opfer (I) - Werner Kube (1923–1945) | 5+5   | 6. Februar 1961    | 31. Dezember 1962 | 2.500.000 | VEB Deutsche Wertpapierdruckerei | 808     |
|                                                                        | - Hanno Günther (1921–1942) | 10+5  | 6. Februar 1961    | 31. Dezember 1962 | 3.000.000 | VEB Deutsche Wertpapierdruckerei | 809     |
|                                                                        | - Elvira Eisenschneider (1924–1944) | 15+5  | 6. Februar 1961    | 31. Dezember 1962 | 1.100.000 | VEB Deutsche Wertpapierdruckerei | 810     |
|                                                                        | - Herta Lindner (1920–1943) | 20+10 | 6. Februar 1961    | 31. Dezember 1962 | 3.000.000 | VEB Deutsche Wertpapierdruckerei | 811     |
|                                                                        | - Herbert Tschäpe (1913–1944) | 25+10 | 6. Februar 1961    | 31. Dezember 1962 | 2.000.000 | VEB Deutsche Wertpapierdruckerei | 812     |
|                                                                        | Aufbau der Nationalen Gedenkstätte Sachsenhausen: Mahnmal Diese Marke wurde als Zusammendruck mit einem rechts anliegendem Zierfeld ausgegeben: - Mahnmal der Nationalen Gedenkstätte Sachsenhausen                                           | 20+10 | 20. April 1961     | 31. März 1963     | 3.000.000 | Rudolf Skribelka                 | 783 B   |
|                                                                        | Aufbau und Erhaltung der Nationalen Gedenkstätten Buchenwald, Ravensbrück und Sachsenhausen: KZ-Opfer (II) - Carlo Schönhaar (1924–1942) | 5+5   | 7. September 1961  | 31. Dezember 1962 | 2.000.000 | VEB Deutsche Wertpapierdruckerei | 849     |
|                                                                        | - Herbert Baum (1912–1942) | 10+5  | 7. September 1961  | 31. Dezember 1962 | 2.000.000 | VEB Deutsche Wertpapierdruckerei | 850     |
|                                                                        | - Liselotte Herrmann (1909–1938) | 20+10 | 7. September 1961  | 31. Dezember 1962 | 2.000.000 | VEB Deutsche Wertpapierdruckerei | 851     |
|                                                                        | - Sophie Scholl (1921–1943) und Hans Scholl (1918–1943) | 25+10 | 7. September 1961  | 31. Dezember 1962 | 2.000.000 | VEB Deutsche Wertpapierdruckerei | 852     |
|                                                                        | - Hilde (1909–1943) und Hans Coppi (1916–1942) | 40+20 | 7. September 1961  | 31. Dezember 1962 | 1.000.000 | VEB Deutsche Wertpapierdruckerei | 853     |
|                                                                        | Erhaltung der Nationalen Mahn- und Gedenkstätten: Antifaschisten, KZ-Opfer (I) - Danielle Casanova (1909–1943), französische Jugendfunktionärin, Partisanin                                                                                   | 5+5   | 22. März 1962      | 31. März 1964     | 2.000.000 | VEB Deutsche Wertpapierdruckerei | 881     |
|                                                                        | - Julius Fučík (1903–1943), tschechischer Schriftsteller und Journalist, Widerstandskämpfer | 10+5  | 22. März 1962      | 31. März 1964     | 2.500.000 | VEB Deutsche Wertpapierdruckerei | 882     |
|                                                                        | - Johanna Schaft (1920–1945), niederländische Studentin, Widerstandskämpferin | 20+10 | 22. März 1962      | 31. März 1964     | 2.500.000 | VEB Deutsche Wertpapierdruckerei | 883     |
|                                                                        | - Paweł Finder (1904–1944), polnischer Parteifunktionär | 25+10 | 22. März 1962      | 31. März 1964     | 2.000.000 | VEB Deutsche Wertpapierdruckerei | 884     |
|                                                                        | - Soja Kosmodemjanskaja (1923–1941), sowjetische Komsomolzin, Partisanin | 40+20 | 22. März 1962      | 31. März 1964     | 1.000.000 | VEB Deutsche Wertpapierdruckerei | 885     |
|                                                                        | Erhaltung der Nationalen Mahn- und Gedenkstätten: Antifaschisten, Kz-Opfer (II) - René Blieck (1910–1945), belgischer Schriftsteller, Partisan                                                                                                | 5+5   | 4. Oktober 1962    | 31. März 1964     | 2.500.000 | VEB Deutsche Wertpapierdruckerei | 918     |
|                                                                        | - Alfred Klahr (1904–1944), österreichischer Nationalökonom, Widerstandskämpfer | 10+5  | 4. Oktober 1962    | 31. März 1964     | 3.000.000 | VEB Deutsche Wertpapierdruckerei | 919     |
|                                                                        | - José Diaz (1920–1945), spanischer Gewerkschaftsführer | 15+5  | 4. Oktober 1962    | 31. März 1964     | 2.500.000 | VEB Deutsche Wertpapierdruckerei | 920     |
|                                                                        | - Julius Alpari (1882–1944), ungarischer Redakteur und Parteiführer | 20+10 | 4. Oktober 1962    | 31. März 1964     | 3.000.000 | VEB Deutsche Wertpapierdruckerei | 921     |
|                                                                        | - Brüder Cervi († 1943), Italienische Brüder und Partisanen: Ovidio (* 1918), Agostino (* 1916), Antenore (* 1904), Aldo (* 1909), Gelindo (* 1901), Fernando (* 1911), Ettore (* 1921)                                                       | 70+30 | 4. Oktober 1962    | 31. März 1964     | 1.100.000 | VEB Deutsche Wertpapierdruckerei | 922     |
|                                                                        | Erhaltung der Nationalen Mahn- und Gedenkstätten: Sportler, KZ-Opfer (I) Diese und die folgenden vier Marken wurde jeweils als Zusammendruck mit einem rechts anliegendem Zierfeld ausgegeben: - Walter Bohne (1903–1944), Langstreckenläufer | 5+5   | 27. Mai 1963       | 31. März 1965     | 2.500.000 | Gerhard Stauf                    | 958     |
|                                                                        | - Werner Seelenbinder (1904–1944), Ringer | 10+5  | 27. Mai 1963       | 31. März 1965     | 3.000.000 | Gerhard Stauf                    | 959     |
|                                                                        | - Albert Richter (1912–1940), Radrennfahrer | 15+5  | 27. Mai 1963       | 31. März 1965     | 2.500.000 | Gerhard Stauf                    | 960     |
|                                                                        | - Heinz Steyer (1909–1944), Fußballspieler | 20+10 | 27. Mai 1963       | 31. März 1965     | 3.000.000 | Gerhard Stauf                    | 961     |
|                                                                        | - Kurt Schlosser (1900–1944), Bergsteiger | 25+10 | 27. Mai 1963       | 31. März 1965     | 1.100.000 | Gerhard Stauf                    | 962     |
|                                                                        | Erhaltung der Nationalen Mahn- und Gedenkstätten: Sportler, KZ-Opfer (II) Diese und die folgenden vier Marken wurde jeweils als Zusammendruck mit einem rechts anliegendem Zierfeld ausgegeben: - Hermann Tops (1897–1944), Turner            | 5+5   | 24. September 1963 | 31. März 1965     | 2.500.000 | Gerhard Stauf                    | 983     |
|                                                                        | - Käthe Tucholla (1910–1943), Hockeyspielerin | 10+5  | 24. September 1963 | 31. März 1965     | 3.000.000 | Gerhard Stauf                    | 984     |
|                                                                        | - Rudolf Seiffert (1908–1945), Schwimmer | 15+5  | 24. September 1963 | 31. März 1965     | 2.500.000 | Gerhard Stauf                    | 985     |
|                                                                        | - Ernst Grube (1890–1945), Turner | 25+10 | 24. September 1963 | 31. März 1965     | 3.000.000 | Gerhard Stauf                    | 986     |
|                                                                        | - Kurt Biedermann (1903–1942), Wildwasserkanute | 40+20 | 24. September 1963 | 31. März 1965     | 1.000.000 | Gerhard Stauf                    | 987     |
|                                                                        | Erhaltung der Nationalen Mahn- und Gedenkstätten: Antifaschisten und KZ-Opfer - Anton Saefkow (1903–1944) | 5+5   | 24. März 1964      | 2. Oktober 1990   | 2.500.000 | Karl Sauer                       | 1014    |
|                                                                        | - Franz Jacob (1906–1944) | 10+5  | 24. März 1964      | 2. Oktober 1990   | 3.000.000 | Karl Sauer                       | 1015    |
|                                                                        | - Bernhard Bästlein (1894–1944) | 15+5  | 24. März 1964      | 2. Oktober 1990   | 3.000.000 | Karl Sauer                       | 1016    |
|                                                                        | - Harro Schulze-Boysen (1909–1942) | 20+5  | 24. März 1964      | 2. Oktober 1990   | 3.000.000 | Karl Sauer                       | 1017    |
|                                                                        | - Adam Kuckhoff (1887–1943) | 25+10 | 24. März 1964      | 2. Oktober 1990   | 2.500.000 | Karl Sauer                       | 1018    |
|                                                                        | - Mildred (1902–1943) und Arvid Harnack (1901–1942) | 40+10 | 24. März 1964      | 2. Oktober 1990   | 1.200.000 | Karl Sauer                       | 1019    |
| (ohne Zuschlag, aus der Serie: Internationale Mahn- und Gedenkstätten) | |       |                    |                   |           |                                  |         |
| Bild                                                                   | Beschreibung | Wert  | Ausgabe- datum     | Gültig bis        | Auflage   | Entwurf                          | Mi.-Nr. |
|                                                                        | Internationale Mahn- und Gedenkstätten: 25 Jahre Mahn- und Gedenkstätte Sachsenhausen Figurengruppe von Waldemar Grzimek vor Stele in der Gedenkstätte im KZ Sachsenhausen                                                                    | 35    | 23. September 1986 | 2. Oktober 1990   | 4.000.000 | Hans Detlefsen                   | 3051    |
|                                                                        | Internationale Mahn- und Gedenkstätten: 30 Jahre Mahn- und Gedenkstätte Buchenwald Denkmal von Fritz Cremer auf dem Ettersberg bei Weimar | 10    | 13. September 1988 | 2. Oktober 1990   | 8.000.000 | Hans Detlefsen                   | 3197    |
|                                                                        | Internationale Mahn- und Gedenkstätten: 30 Jahre Mahn- und Gedenkstätte Ravensbrück Denkmal von Fritz Cremer in der Gedenkstätte Ravensbrück                                                                                                  | 35    | 5. September 1989  | 2. Oktober 1990   | 3.500.000 | Joachim Rieß                     | 3274    |
| (mit Bezug zum Thema)                                                  | |       |                    |                   |           |                                  |         |
| Bild                                                                   | Beschreibung | Wert  | Ausgabe- datum     | Gültig bis        | Auflage   | Entwurf                          | Mi.-Nr. |
|                                                                        | Nationale Mahn- und GedenkstätteSachsenhausen: Glasfenster Glasfenster des Triptychons des Museums für den antifaschistischen Widerstand der europäischen Völker; von Walter Womacka - Illegaler Kampf                                        | 10    | 21. Februar 1968   | 2. Oktober 1990   | 9.000.000 | Axel Bengs                       | 1346    |
|                                                                        | - Befreiung | 20    | 21. Februar 1968   | 2. Oktober 1990   | 8.000.000 | Axel Bengs                       | 1347    |
|                                                                        | - Partisanenkampf | 25    | 21. Februar 1968   | 2. Oktober 1990   | 1.500.000 | Axel Bengs                       | 1348    |